# Isabell Herlovsen
Isabell Lehn Herlovsen (* 23. Juni 1988 in Mönchengladbach) ist eine ehemalige norwegische Fußballnationalspielerin und seit dem 8. Oktober 2019 Rekordtorschützin ihres Landes.

## Leben
Isabell Herlovsen ist die Tochter des ehemaligen Bundesliga-Profis Kai Erik Herlovsen, der zwischen 1982 und 1990 bei Borussia Mönchengladbach unter Vertrag stand. Sie wuchs mit einem Bruder, dem Handballspieler Niklas (* 1992) und einer älteren Schwester in Fredrikstad auf. Im Juli 2011 hatte Herlovsen ein öffentliches Coming-out als lesbisch, nachdem sie sich schon im Teenager-Alter, ihren Freunden und Familie gegenüber geoutet hatte. Herlovsen ist mit Christine Porsmyr Olsen verheiratet. Das Ehepaar hat einen gemeinsamen Sohn.

## Karriere

### Vereine
Die Stürmerin spielte zunächst für Kolbotn IL und später in Frankreich bei Olympique Lyon. Mit Lyon stand sie 2010 im Champions-League-Finale gegen Turbine Potsdam; beim dortigen Elfmeterschießen, nach dessen Abschluss Potsdam den Pokal erhielt, verschoss sie ihren Elfmeter. Auch im Europapokal der folgenden Saison wurde sie noch in zwei Spielen eingesetzt; als Olympique das Endspiel gewann, war sie allerdings bereits nach Norwegen zurückgekehrt, wo sie für Lillestrøm SK Kvinner spielte. Am 8. Februar 2017 verließ Herlovsen Norwegen und wechselte nach China, zum Jiangsu Suning. Nach nur einer Saison kehrte sie nach Norwegen zurück und spielte für Vålerenga Oslo. Nach einer Spielzeit, die der Verein als Sechster abschloss, wechselte sie zu ihrem ersten Verein Kolbotn IL. Im September 2019 beendete sie ihre Karriere als Spielerin.

### Nationalmannschaft
Herlovsen wurde bereits im Alter von 16 Jahren in die Frauen-Nationalmannschaft ihres Landes berufen. Der internationale Durchbruch gelang ihr bei der EM 2005 in England, als sie mit zwei Toren maßgeblichen Anteil daran hatte, dass sich Norwegen für das Finale des Turniers qualifizieren konnte. Mit einem Alter von 16 Jahren und 351 Tagen beim Spiel gegen Frankreich am 9. Juni 2005 ist sie die bisher jüngste Torschützin bei einer Europameisterschaft.
Herlovsen gehörte als jüngste Spielerin auch dem Kader ihres Teams bei der WM 2007 in China an. Ihr gelang dabei jeweils ein Treffer im Vorrundenspiel gegen Ghana und im Viertelfinalspiel gegen China. Kein Tor erzielte sie beim Turnier der Olympischen Spiele 2008 in Peking. Bei der EM 2009 in Finnland absolvierte sie fünf Spiele und erreichte mit ihrer Mannschaft das Semifinale, in dem ihr gegen Deutschland der 1:0-Führungstreffer gelang. Das Spiel ging jedoch 1:3 verloren.
Sie gehörte auch zum Aufgebot für die WM-Endrunde 2011 in Deutschland, in der sie, einen entsprechenden Turnierverlauf vorausgesetzt, im Halbfinale sogar in ihrer Geburtsstadt hätte spielen können. Dazu kam es aber nicht, da ihre Mannschaft erstmals bei einer WM in der Vorrunde ausschied. Herlovsen kam in allen drei Gruppenspielen zum Einsatz, konnte aber kein Tor erzielen.
Für die EM 2013 wurde sie nur als Ergänzungsspielerin benannt, wurde dann aber nicht berücksichtigt. Nach der EM wurde sie wieder für die WM-Qualifikationsspiele nominiert und in den Spielen gegen Belgien und Albanien jeweils eingewechselt.
Am 23. Mai 2015 machte sie beim 2:3 im WM-Vorbereitungsspiel gegen Belgien ihr 100. Länderspiel. Bei der WM kam sie in drei Spielen zum Einsatz. Ihre beiden einzigen Tore während des Turniers erzielte sie gleich im ersten Gruppenspiel gegen WM-Neuling Thailand, in dem sie auch als „Spielerin des Spiels“ ausgezeichnet wurde. Ihre Mannschaft schied aber im Achtelfinale gegen England aus und konnte sich damit auch nicht direkt für die Olympischen Spiele 2016 qualifizieren. Dies gelang dann auch beim Olympia-Qualifikationsturnier im März 2016 nicht, bei dem sie ebenfalls zum Einsatz kam. Am 19. September 2016 erzielte sie beim 5:0 im letzten Spiel der Qualifikation für die EM 2017 gegen Israel ihr 50. Länderspieltor. Danach konnte sie verletzungsbedingt nicht mehr nominiert werden und verpasste auch die EM-Endrunde, bei der Norwegen in der Gruppenphase ausschied. Am 2. Oktober 2017 wurde sie dann erstmals wieder nominiert, für das WM-Qualifikationsspiel gegen Europameister Niederlande. Insgesamt kam sie auf sechs Einsätze in der Qualifikation, in der sie zwei Tore erzielte, darunter eins beim 2:1-Sieg gegen die Niederlande, der über den Gruppensieg zu Gunsten der Norwegerinnen entschied.
Ihren ersten Turniererfolg hatte sie 2019 mit dem Gewinn des Algarve-Cups, wozu sie mit zwei Toren, davon eins im Finale, beitrug. Am 2. Mai wurde sie für die WM 2019 und damit ihre vierte WM nominiert. Bei der WM kam sie in den fünf Spielen der Norwegerinnen zum Einsatz und erzielte zwei Tore. Durch eine 0:3-Niederlage gegen England im Viertelfinale schied sie mit ihrer Mannschaft aus und verpasst damit auch die Olympischen Spiele 2020.
Am 8. Oktober 2019 erzielte sie beim 13:0-Sieg gegen die Färöer in der Qualifikation für die EM-2021 drei Tore und löste mit ihrem insgesamt 67. Länderspieltor die langjährige norwegische Rekordtorschützin Marianne Pettersen ab. Es war ihr letztes Länderspiel.

## Erfolge
- Norwegischer Meister 2005, 2006 (mit Kolbotn IL), 2012, 2014, 2015 (mit Lillestrøm SK Kvinner)[12]
- Pokalsieger in Norwegen 2007 (mit Kolbotn IL) und 2014, 2015 sowie 2016 (mit Lillestrøm SK Kvinner)[13]
- Französischer Meister 2010
- Algarve-Cup-Siegerin 2019